# 새본리중학교
이본중학교(새本里中學校)는 대한민국 대구광역시 달서구 본리동에 있는 공립 중학교이다.

## 학교 연혁
- 2015년 6월 10일 : 본리중학교, 동본리중학교 통폐합 추진 계획수립(시교육청)
- 2015년 8월 17일 : 교명선정협희회 개최(시교육청), 교명 "새본리중학교" 선정
- 2015년 10월 15일 : 대구광역시 설치 조례 일부 개정 조례안 가결(대구광역시의회) 본리중학교·동본리중학교 통합 → 2016.03.01. 새본리중학교
- 2016년 3월 1일 : 교육부 진로교육 정책 연구학교(2016.03.01.~2017.02.28.)
- 2016년 3월 2일 : 새본리중학교 통합학교 개교(26학급, 특수학급 1학급 포함)
- 2016년 3월 2일 : 제25회 입학식(1학년 6학급 168명, 2학년 9학급 223명, 3학년 10학급 270명)
- 2016년 3월 2일 : 초대 교장 이호근 취임
- 2017년 2월 10일 : 제23회 졸업식(졸업생 267명, 누계 14,117명)
- 2021년 3월 2일 : 제3대 백성기 교장 부임
- 2022년 2월 9일 : 제28회 졸업식
- 2022년 3월 2일 : 제31회 입학식(신입생 86명) (남 40명, 여 46명)

## 참고 자료
- 새본리중학교 - 한국교육학술정보원 학교알리미